# Lalor
Lalor är en del av en befolkad plats i Australien. Den ligger i kommunen Whittlesea och delstaten Victoria, omkring 17 kilometer norr om delstatshuvudstaden Melbourne. Antalet invånare är 19 873.
Runt Lalor är det mycket tätbefolkat, med 2 103 invånare per kvadratkilometer.. Närmaste större samhälle är Melbourne, omkring 17 kilometer söder om Lalor. 
Runt Lalor är det i huvudsak tätbebyggt. Genomsnittlig årsnederbörd är 1 244 millimeter. Den regnigaste månaden är juli, med i genomsnitt 140 mm nederbörd, och den torraste är januari, med 49 mm nederbörd.